# Nakayama, Ehime
Nakayama (中山町 Nakayama-chō?) var en kommun belägen i Iyo, Ehime, Japan. Den 1 april 2005 slogs Nakayama ihop med kommunen Futami och bildade Iyo.
2003 hade kommunen en beräknad folkmängd på 4256 personer och en täthet på 56,43 personer per km². Den totala arean var 75,42 km².